# Diputació del General de Catalunya
La Diputació del General del Principat de Catalunya era un òrgan del Principat de Catalunya que vetllava pel compliment de les constitucions i altres lleis catalanes. També existiren les Diputacions del General del Regne de València i del Regne d'Aragó. La Diputació del General de Catalunya era la representació ordinària del General o Generalitat de Catalunya, la comunitat política dels catalans, quan aquesta no estava reunida en Cort General, la seva representació plenària.
Durant la Tercera Guerra Carlina, la Diputació del General fou restablerta durant dos anys, gràcies al decret que el pretendent carlí Carles VII havia signat el 26 de juliol de 1874 on confirmava la promesa de restauració de les antigues llibertats de Catalunya. El primer acte simbòlic de la restauració de les institucions constitucionals pròpies de Catalunya pels carlins fou la jura dels furs, tot restablint oficialment la Diputació l'1 d'octubre de 1874. En fou declarat President el general Rafael Tristany i Parera, que jurà els furs a Olot, seguit el 1875 per en Francesc Savalls. La seu de la Diputació va quedar establerta provisionalment a Sant Joan de les Abadesses, des d'on es publicà el Boletín Oficial del Principado de Cataluña des del desembre de 1874 al març de 1875. La institució continuà fins que a Madrid fou proclamat com a rei d'Espanya Alfons XII, després de la batalla de Montejurra el 17 de febrer de 1876 quan el pretendent carlí Carles VII va haver de passar a França. La derogació temporal dels Decrets de Nova Planta de Felip V i la restauració de la Generalitat de Catalunya es donaven aleshores per acabades.
En guanyar autogovern durant la Segona República Espanyola amb l'Estatut de Núria es decidí dotar del nom de Generalitat de Catalunya per a denominar les noves institucions d'autogovern catalanes i prosseguir la numeració dels seus presidents.

## Antecedents
Les Diputacions del General foren inicialment unes comissions temporals que tenien l'encàrrec de recaptar el tribut establert en el pactum entre la terra i el rei durant unes Corts. Fou en les Corts de Montsó (1289) quan per primera volta es designà una Diputació del General a fi de recaptar el subsidi al rei i pagar als creditors el deute reial tal com s'havia pactat en les Corts. Aquestes comissions economicofinanceres que actuaven com a delegació de les Corts es dissolien en acabar la funció recaptadora.

## Naixement per la guerra
El 1356 esclatà la Guerra dels dos Peres entre la Corona d'Aragó governada per Pere el Cerimoniós, i la Corona de Castella governada per Pere I de Castella. Pere el Cerimoniós va haver de fer front a una llarga i dura guerra llevant armades per mantenir les posicions de la corona a la Mediterrània, principalment a Sardenya, i organitzar al final del regnat la defensa de Catalunya davant les amenaces de les companyies mercenàries procedents de França. El caràcter omnipresent de la guerra es traduí en contínues mobilitzacions generals i en la necessitat d'aixecar o reformar les muralles de les ciutats. Les noves tàctiques bèl·liques difoses a la segona meitat del segle xiv exigien un equipament militar més complex i sofisticat i el recurs cada cop més freqüent a l'artilleria. Tot plegat feu incrementar enormement les despeses relacionades amb la nova forma de fer la guerra del segle xiv, despeses que no podien ser cobertes amb els recursos patrimonials de la monarquia del Casal d'Aragó generat basant-se en les tributacions dels habitants de les terres del reialenc. Es feia necessari bastir un sistema fiscal, desconegut fins aleshores, que gravés a tots els súbdits fossin de la jurisdicció que fossin.
Però el sistema constitucionalista característic de la Corona d'Aragó impedia al sobirà imposar una nova legislació fiscal per la seva sola voluntat reial. Com qualsevol altra legislació calia negociar-la amb la representació dels tres braços de la terra a través de la convocatòria de Corts en cadascun dels respectius estats. Les Corts o Parlamentum eren l'òrgan legislatiu de cada estat de la Corona d'Aragó i eren una assemblea que reunia el rei amb els tres estaments de cada estat: nobles, eclesiàstics i síndics de les principals ciutats i viles reials. Aquest òrgan legislatiu havia nascut el segle anterior durant el regnat de Pere el Gran i arribaren a la seva maduresa política durant el segle xiv arran de les reiterades convocatòries degudes al finançament de les guerres de la monarquia. En el cas del Principat de Catalunya es convocava a la celebració de les Corts Catalanes.
El conflicte bèl·lic feu que les Corts Generals de Catalunya de 1358-1359 fossin obertes a Barcelona, continuades a Vilafranca del Penedès i closes a Cervera. En aquesta darrera es pactà un important donatiu al rei per tal de finançar la guerra contra Castella. Així mateix es pactà la designació de 12 diputats, 4 per cada braç, i els respectius oïdors de comptes, a fi de formar la Diputació del General del Principat de Catalunya com a representació dels tres braços que s'havien reunit en les Corts. Aquesta comissió però, esdevingué permanent a fi de recaptar el donatiu a Catalunya i gestionar el deute públic reial a llarg termini sense la intervenció ni del sobirà ni dels seus oficials reials. La comissió permanent, la Diputació del General de Catalunya, estava sota l'autoritat del diputat eclesiàstic, a qui es considerava el President de la Generalitat; el primer fou Berenguer de Cruïlles, bisbe de Girona.

## Desenvolupament

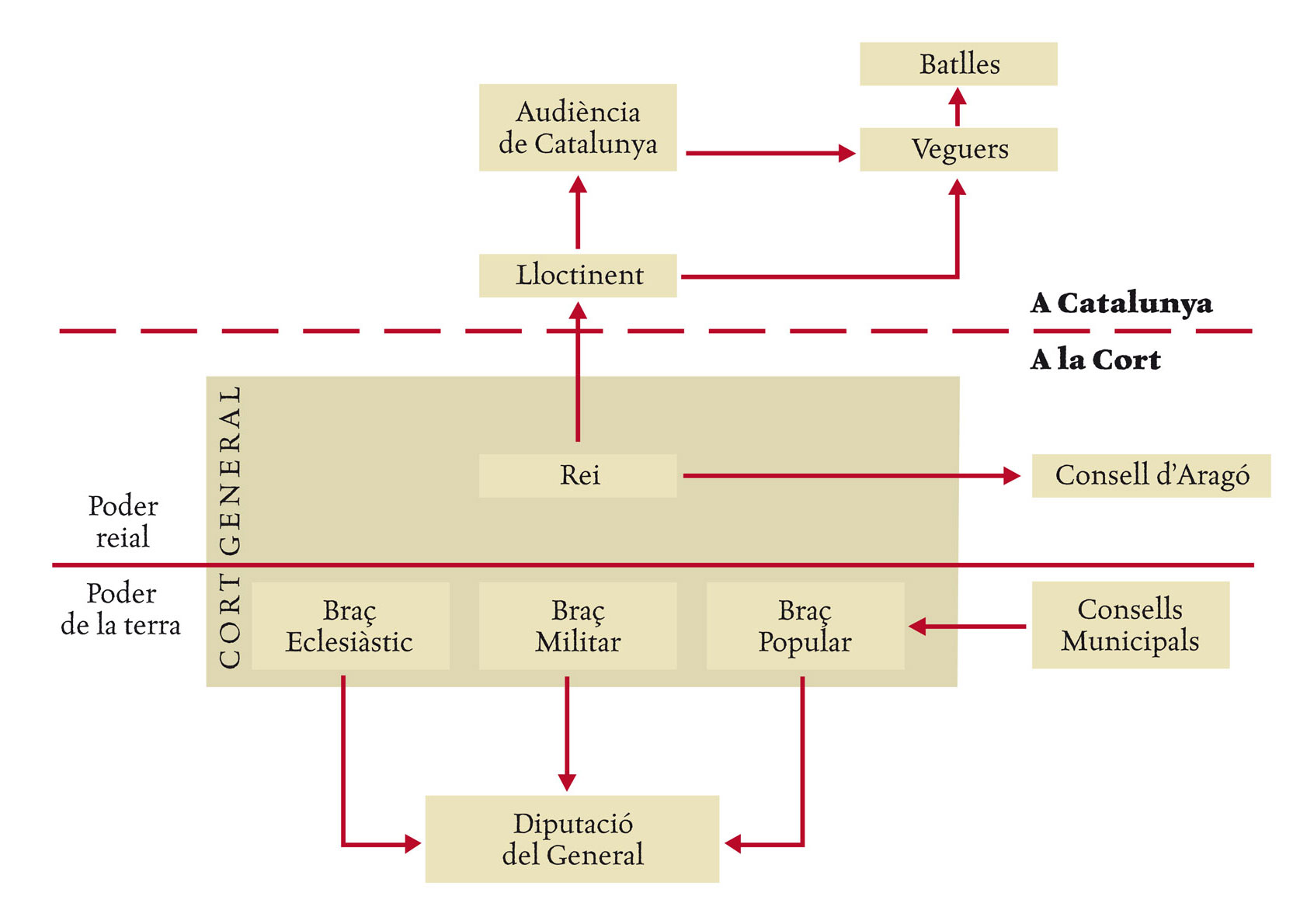
Esquema del sistema constitucional català.

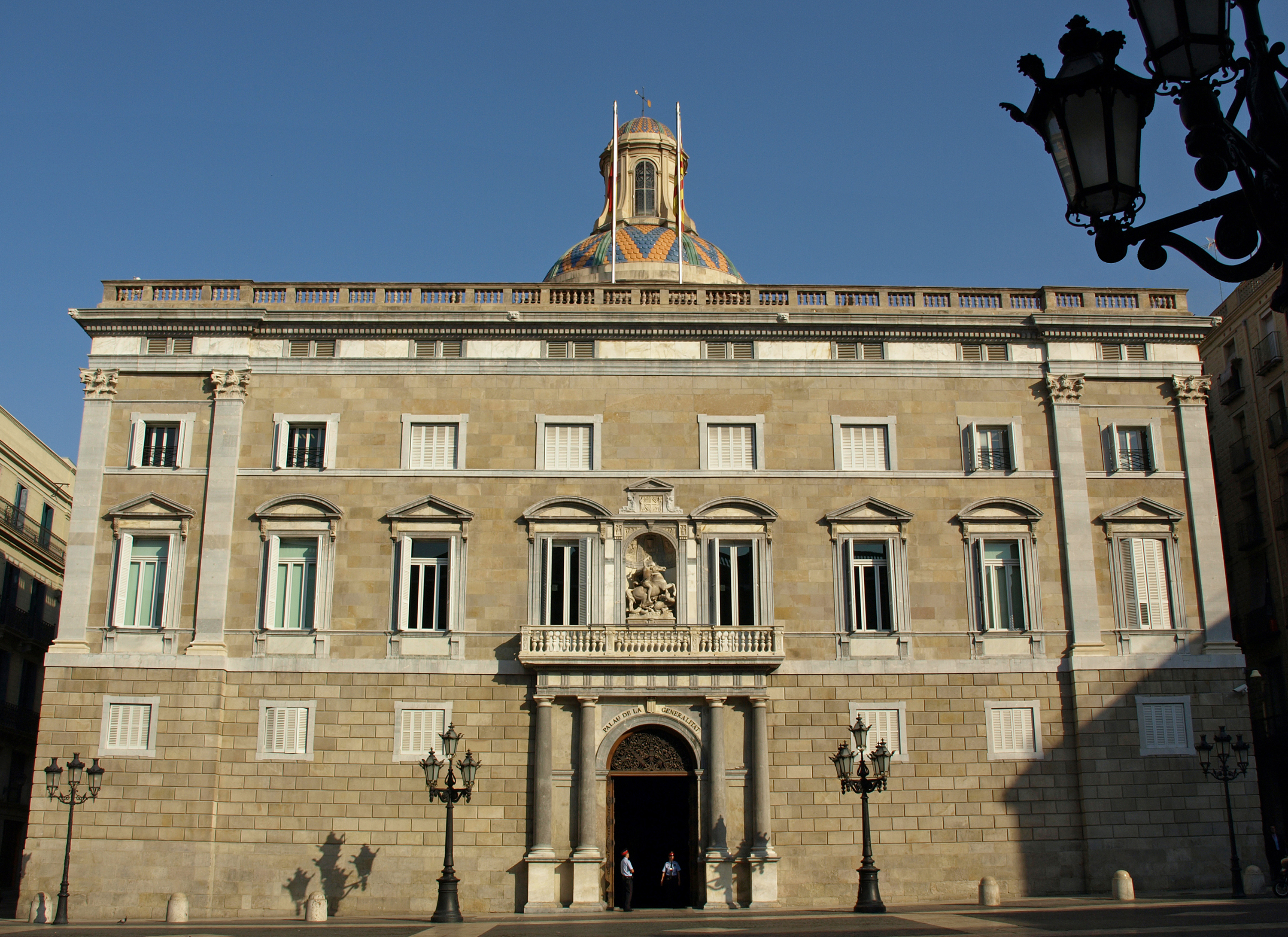
El palau de la Diputació del General del Principat de Catalunya en l'actualitat

La institució fixà la seva seu a Barcelona. El 3 de desembre de 1400 els representants del tres braços: Alfons de Tous, Jaume Marc i Ramon Desplà varen adquirir del comerciant Pere Brunet, per 38.500 sous, la casa originària del carrer de Sant Honorat que amb les posteriors ampliacions esdevindria l'actual Palau de la Generalitat de Catalunya. Durant el primer mig segle de vida l'organisme va conservar el seu caràcter d'organisme fiscal i financer, però a partir de les reformes de 1413 va anar adquirint cada vegada més competències polítiques. Es configurà així l'estructura política del Principat de Catalunya bastida basant-se en les Corts o Parlamentum, que emetia nova legislació a través del pactum entre la terra i el rei, i la Diputació del General de Catalunya designada del Parlamentum que exercia el poder executiu sobre les seves competències econòmiques i polítiques.
A les seves inicials funcions econòmicadministratives s'hi afegí l'execució de les decisions pactades en les Corts Catalanes, vetllar perquè les Constitucions catalanes i altres lleis de Catalunya fossin respectades pel rei i els seus oficials, i publicar o interpretar els acords pactats en les Corts. Aquest creixent protagonisme de la Diputació del General amb jurisdicció política, judicial i militar, culminà durant Guerra civil catalana (1462-1472) quan la institució s'enfrontà militarment contra el rei de la dinastia Trastàmara Joan II d'Aragó. La guerra acabà quan finalment el monarca ratificà l'existència de la Diputació del General. A partir d'aleshores es produí un notori redreç i desplegament de l'administració. Es consolidà una institució nascuda de les guerres exteriors i confirmada amb les guerres interiors que buscava solucions a partir dels acords pactats en Corts. Al segle xvii novament la Generalitat de Catalunya desencadenà la guerra quan davant el creixent autoritarisme monàrquic del període de 1593-1652, el projectes centralista del valido comte duc d'Olivares conculcant les Constitucions catalanes culminà amb la Guerra dels Segadors. La guerra deturà novament els projectes autoritaris de la monarquia, però suposà una regressió per a l'àmbit competencial de la institució.

## Composició
La Diputació del General estava governada per sis membres, dos representants de cadascun dels tres braços:
- Un Diputat Eclesiàstic i un oïdor de comptes eclesiàstic
- Un Diputat Militar (noble) i un oïdor de comptes de l'estament militar
- Un Diputat de reialenc i un oïdor de comptes de reialenc.

Per la seva preeminència protocol·lària el diputat eclesiàstic presidia les reunions del conjunt de diputats i oïdors, essent considerat el President de la Diputació del General o Generalitat.

## Fotografies

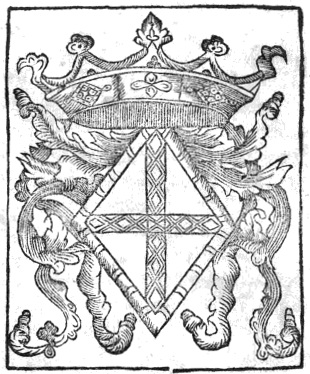
Escut imprès en un document oficial.
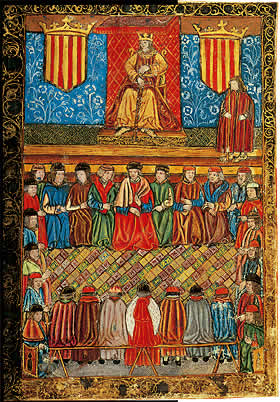
Les Corts Catalanes segons una miniatura d'un incunable del segle xv.
La creu de Sant Jordi era l'estendard del regiment de la Diputació durant la Guerra de Successió.
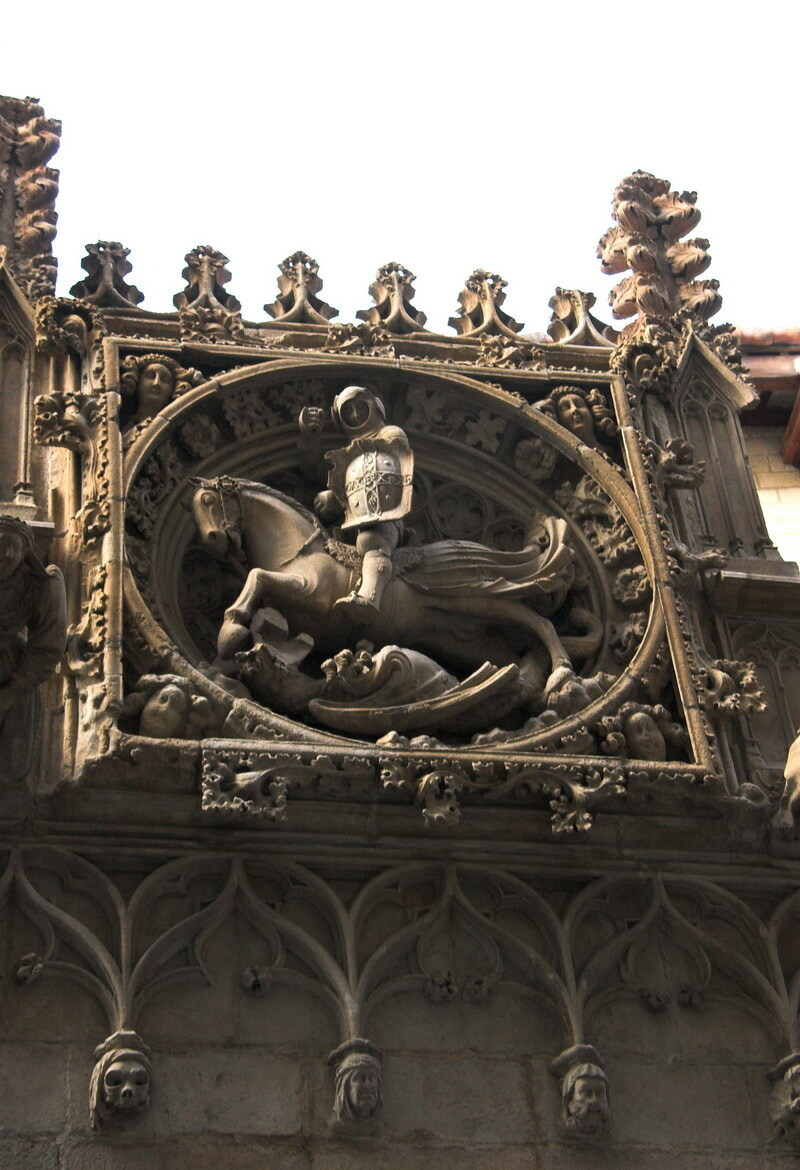
Sant Jordi presideix la portalada noble del carrer del Bisbe, de Pere Joan.